# Michaelchurch Escley
Michaelchurch Escley – wieś i civil parish w Anglii, w hrabstwie Herefordshire. W 2011 civil parish liczyła 198 mieszkańców.